# Сільськогосподарські науки
Сільськогосподáрські науки, або агрáрні науки — це широка міждисциплінарна область, яка охоплює частини точних, природничих, економічних та суспільних наук, які використовуються в сільському господарстві.
До сільськогосподарських належать такі науки:
- Агрономія — наука сільськогосподарського виробництва рослин і грибів; являє собою комплекс різноманітних наук і займається дослідженням усіх явищ, що мають значення при цьому виробництві.
- Агрохімія — наука про оптимізацію живлення рослин, застосування добрив і родючості ґрунту з урахуванням біокліматичною потенціалу для отримання високого врожаю та якісної продукції сільського господарства, прикладна наука, складова частина розділу хімії — «неорганічна хімія».
- Агрофізика — наука про фізичні, фізико-хімічні та біофізичні процеси, що протікають в агроекологічної системі «ґрунт-рослина-атмосфера», базується на агробіологічних та фізико-математичних науках, включає в себе фізику твердої фази ґрунту, гідрофизику ґрунту, теплофізику ґрунту, фізику газової фази ґрунту, аеродинамічні, радіаційні та інші параметри приземного шару повітря, світлофізіологію та радіобіологію рослин, а також прийоми і засоби регулювання зовнішніх умов життя рослин.
- Зоотехнія — наука про розведення, годівлю, утримання і використання сільськогосподарських тварин для отримання від них якомога більшої кількості високоякісної продукції при найменших витратах праці та коштів.
- Ветеринарія — наука, яка займається профілактикою, діагностикою та лікуванням хвороб, а також розладами та травмами тварин.